# Selva (Santiago del Estero)
Selva ist die Hauptstadt des Departamento Rivadavia in der Provinz Santiago del Estero im nordwestlichen Argentinien. Sie liegt 337 Kilometer von der Provinzhauptstadt Santiago del Estero entfernt und ist über die Ruta Nacional 34 mit ihr verbunden. In der Klassifikation der Gemeinden der Provinz ist sie als Gemeinde der 3. Kategorie eingeteilt.

## Bevölkerung
Selva (Santiago del Estero) hat 2.032 Einwohner (2001, INDEC), das sind 51 Prozent der Bevölkerung des Departamento Rivadavia.

## Geschichte
Das Gründungsdatum des Ortes ist der 1. Juli 1892.